# Путиловка (Курганская область)
Путиловка — деревня в Куртамышском районе Курганской области России. Входит в состав Камаганского сельсовета.

## География
Деревня находится в южной части области, в пределах юго-западной части Западно-Сибирской равнины, в лесостепной зоне.

### Климат
Климат характеризуется как континентальный, с холодной продолжительной малоснежной зимой и тёплым сухим летом. Среднегодовая температура — −1 °C. Средняя температура воздуха самого холодного месяца (января) составляет −17,7 °C (абсолютный минимум — −49 °С); самого тёплого месяца (июля) — 19 °C (абсолютный максимум — 41 °С). Безморозный период длится 113 дней. Годовое количество атмосферных осадков — 344 мм, из которых 190—230 мм выпадает в вегетационный период. Продолжительность периода с устойчивым снежным покровом равна 161 дню.

## История
В 1966 г. Указом Президиума ВС РСФСР деревня фермы № 1 Камаганского совхоза переименована в Путиловка.

## Население
| 1989 | 2002 | 2010 |
| ---- | ---- | ---- |
| 61   | ↗103 | ↘46  |

### Национальный и гендерный состав
Согласно результатам переписи 2002 года, в национальной структуре населения русские составляли 49 %, казахи — 48 % из 103 чел., из них 20 мужчин, 53 женщины.

## Инфраструктура
Коллективное и личное хозяйство.

## Транспорт
Дорога «Донки — Путиловка».